# アライドテレシス
アライドテレシス株式会社は、アライドテレシスホールディングスの国内事業子会社である。本社は持株会社と同じ東京都品川区に置く。

## 概要
グループ全てを統括する純粋持株会社・アライドテレシスホールディングス株式会社の設立に伴い、2004年（平成16年）7月1日、日本国内向け販売・サービスを主要事業として設立された。ネットワーク専門メーカーとして、企業、医療、自治体・文教などの分野へソリューション、サポート・サービスの提供を行っている。
2007年に独自開発OS AlliedWare Plus搭載のスイッチ製品「xシリーズ」の販売を開始。
2013年にネットワーク統合管理ソリューションAMF（Allied Telesis Management Framework）、プライベートクラウドの導入を加速させる新ソリューション「EtherGRID」を発表した。2014年にはSDNアプリケーション連携ソリューションSES「Secure Enterprise SDN」を発表。2014年にAMFがiCMG Architecture Award2014を受賞、2015年にはSESがiCMG Architecture Award2015を受賞している。また、2015年に統合監視ソリューション「Envigilant」を発表し、2016年にはスイッチ製品「xシリーズ」が米国国防総省の相互運用接続試験（JITC）に合格し認定製品リスト（APL）に登録されている。
- 事業内容は、ITソリューション、ネットワーク機器の企画、販売、施工、保守サービス、運用サービス事業である。
- アライドテレシスグループが開発、製造、又はOEM供給を受けているハードウェア製品には、SwitchBlade、CentreCOM（センターコム）というブランド名、ソフトウェア製品には、CentreNet（センターネット）というブランド名で販売されている。

## 沿革
- 2004年（平成16年）
  - 7月 - アライドテレシス株式会社設立。
  - 11月 - Aethra社テレビ会議システムの取扱開始。四国営業所（現・四国支社）を開設。
  - 12月 - アラクサラネットワークスと業務提携。
- 2005年（平成17年）3月 - 西関東営業所（現・西関東支社）を開設。
- 2007年（平成19年）9月 - L3スイッチ「x900シリーズ」をリリース。
- 2008年（平成20年）5月 - Extricomと販売代理店契約を締結。
- 2009年（平成21年）
  - 1月 - アライドテレシスネットワークス株式会社を吸収合併。
  - 7月 - 株式会社コレガを吸収合併。
  - 10月 - 大分営業所、岐阜営業所を開設。
- 2010年（平成22年）
  - 1月 - 池袋営業所を開設。
  - 2月 - 茨城営業所を開設。
  - 3月 - 静岡営業所を開設。
  - 4月 - 長岡営業所、鹿児島営業所、福井営業所、神戸営業所、立川営業所を開設。
  - 6月 - 三重営業所を開設。
  - 7月 - 盛岡営業所、長崎営業所を開設。
  - 8月 - 松山営業所、熊本営業所を開設。
  - 11月 - 北九州営業所、長崎営業所を開設。
- 2011年（平成23年）
  - 1月 - IBM社と次世代ソリューションを対象とした世界的なサポート/メンテナンス契約を締結。
  - 2月 - 富山営業所を開設。
  - 4月 - アライドテレシスグループ、東北地方太平洋沖地震マッチング募金を実施。
  - 12月 - アライドテレシスグループ、タイ洪水で被災した日系企業の復興を支援。
- 2012年（平成24年）9月 - マルチレイヤー・モジュール・スイッチ SwitchBlade x8100シリーズをリリース。
- 2013年（平成25年）
  - 2月 - ユーザーネットワークを最適化するSDN、u-VCF（unified Virtual Core Fabric）を発表。
  - 6月 - 千葉営業所を開設。
  - 9月 - ストラトスフィアとのオフィスネットワーク向けSDNソリューション分野での技術協力を発表。
  - 10月 - 松江営業所を開設。プライベートクラウド導入を加速させる新ソリューション「EtherGRID」を発表。
- 2014年（平成26年）
  - 6月 - Interop Tokyo 2014にてSDNソリューションを発表。
  - 11月 - AMFがiCMG Architechture Award 2014を受賞。
  - 12月 - 新SDNソリューション「Secure Enterprise SDN Solution」を発表。
- 2015年（平成27年）
  - 1月 - イスラエルに中東地域初の拠点Allied Telesis Wireless Ltd.を設立（現中東拠点計：4）。アライドテレシスグループが米国Smart Cities Councilに入会。アライドテレシス開発センターが株式会社アライドテレシス総合研究所に社名変更。
  - 4月 - 脅威を検出し、可視化する統合監視ソリューション「Envigilant」を発表。
  - 8月 - スリランカ南部高速道路向け「高速道路交通管制システム」に同社のソリューションが採用。
  - 9月 - SESがiCMG Architecture Award 2015を受賞。
- 2016年（平成28年）
  - 8月 - 京都大学との共同研究開発による自律型無線LANソリューションAWC（Autonomous Wave Control）を発表。
  - 11月 -スイッチ製品「xシリーズ」が米国国防総省の相互運用接続試験（JITC）に合格、認定製品リスト（APL）に登録完了。インドネシアにP.T. Allied Telesis Indonesiaを設立。
- 2017年（平成29年）
  - 4月 - アライドテレシスの産業用スイッチが、Network Computing Awards 2017ハードウェア部門で最優秀賞を受賞

## 事業所
支社
北海道支社、東北支社、北関東支社、西関東支社、北陸支社、名古屋支社、関西支社、中国支社、四国支社、九州支社
営業所
盛岡営業所、長岡営業所、立川営業所、池袋営業所、千葉営業所、茨城営業所、福井営業所、富山営業所、豊田営業所、岐阜営業所、静岡営業所、三重営業所、京都営業所、神戸営業所、松江営業所、松山営業所、大分営業所、沖縄営業所、鹿児島営業所、長崎営業所、熊本営業所、北九州営業所
ロジスティックセンター
藤沢事業所、商品センター、サービスステーション
サポート＆サービスセンター
横浜カスタマー・センター

## 製品
L3/L2スイッチ、ルーター、無線LAN
シャーシ型スイッチ SwitchBladeシリーズ
製品：SwitchBlade x8100シリーズ、SBx908 GEN2、SBx908（保守バンドル製品：AT-SBx908-Z1、AT-SBx908-Z5　※末尾Zの後の数字が年数を示す）
ボックス型 L3スイッチ
製品：CentreCOM x930シリーズ、x900シリーズ、x610シリーズ、x600シリーズ、x510シリーズ、x510Lシリーズ、x310シリーズ
CentreCOM SecureHUB XS900MXシリーズ、SH510シリーズ、SH310シリーズ
ボックス型 L2スイッチ
製品：CentreCOM x230シリーズ、x200シリーズ、x210シリーズ
CentreCOM SecureHUB SH230シリーズ、SH210シリーズ
GSシリーズ、FSシリーズ
UTM/VPNルーター
製品：CentreCOM AR4050S/3050S/2050V/2010V、AR415S、AR260S V2
無線LAN
製品：アクセスポイント:
TQシリーズ（屋内用）：AT-TQ4600/4400、AT-TQ3400/3200、AT-TQ3600、AT-TQ2450、AT-TQ2403
TQシリーズ（屋外用）：AT-TQ4400e
無線LANアクセスポイントコントローラー:  Allied Telesis Unified Wireless Controller（UWC）
Firewall/UTM、IDP
Juniper Networks
取扱販売店として、SRXシリーズの取り扱いを行う。
ネットワーク認証・検疫アプライアンス
ソリトンシステムズ
1次代理店として、NetAttest EPSシリーズの取り扱いを行う。
アイビーソリューション
1次代理店として、ネットワーク認証、検疫アプライアンスのiBAQSシリーズの取り扱いを行う。
ネットワークマネジメントソフト、システム監視機器
ネットワークマネージメント・ソフトウェア
ICMP、SNMPでのネットワーク管理ソフトウェア。
製品：AlliedView NMS Standard Edition
独自プロトコル Allied Telesis Management Frameworkによるネットワーク管理ソフトウェア
製品：AT-Vista Manager
アイビーシー　
1次代理店として、System Answerシリーズの取り扱いを行う。
テレビ会議システム
Polycom
ポリコム社のテレビ会議システム、RealPresence Groupシリーズ、RMXシリーズの取り扱いを行う。
ワイヤリング
光ケーブル、LANケーブル、LAN配線工事
機器保護用SPD（避雷器）
エスアールエス 
1次代理店として、エスアールエス社のコンボタイプ/19インチラックタイプのSPDの取扱を行う。
サーバー・ストレージ
Lenovo
Lenovo社のSystem x サーバー、System Storageシリーズの取り扱いを行う。
NetApp
2次代理店として、NetApp社のNetApp FAS2000シリーズの取り扱いを行う。

## 代理店及び製品取扱企業
代理店
ソフトバンクBB、ダイワボウ情報システム、ネットワールド、シネックスジャパン
製品取扱企業
NEC、富士通、日立製作所、東芝ソリューション、NTT東日本、NTT西日本、NTTコミュニケーションズ、NTTデータ、KDDI等

## 展示会
Allied Telesis RoadShow
1996年 - 2006年まで毎年、全国主要都市で、Allied Telesis RoadShowというソリューション展示会を開催していた。
2011年 - RoadShowに戻り、2014年まで開催。
x900 Day
2008年 - 2010年は、Allied Telesis RoadShowに代わり、全国主要都市で、x900 Dayという展示会を開催している。
Southside Exchange
2015年 - 2016年は、Southside Exchangeというセミナーを開催している。